# Джафаров, Агаширин Агамамед оглы
Агаширин Агамамед оглы Джафаров (10 июля 1906 — 3 мая 1984) — Герой Советского Союза, участник Великой Отечественной войны.

## Биография
Родился 10 июля 1906 года в селе Баллыджалы Джеватского уезда Бакинской губернии в крестьянской семье. По национальности азербайджанец. Получил начальное образование. Затем работал трактористом в колхозе. Был одним из первых механизаторов в Азербайджане. Член ВКП(б)/КПСС с 1931 года.
В РККА с октября 1941 года.
В 1942 году окончил курсы пулемётчиков. Участник Великой Отечественной войны с ноября 1942 года. В составе 416-й дивизии участвовал в боях на Кавказе. За храбрость отмечен медалью «За боевые заслуги».
Отличился в боях под Таганрогом летом-осенью 1943 года. В ходе боя Джафаров с товарищами отразили несколько контратак врага. В трудный момент Джафаров сам поднял солдат в контратаку. Всего за день они уничтожили более взвода солдат и офицеров, подавили две пулемётные точки врага, захватили трофеи. На следующий день пулемётное отделение оказалось в окружении. Джафаров организовал круговую оборону, лично уничтожил 56 немецких солдат. Отделение вырвалось из окружения и соединилось со своим батальоном.
В октябре 1943 года в бою в районе села Семёновка на подступах к городу Мелитополю младший сержант Джафаров проявил мужество и смекалку. Взяв пулемет, с четырьмя солдатами ночью он пробрался в тыл противника. Рано утром в расположении обороны противника заговорил «максим». Гитлеровцы атаковали позицию пулеметчиков. Джафаров был трижды ранен, но продолжал вести огонь, уничтожив в этом бою до трехсот вражеских солдат. Своими действиями Джафаров, отвлекая на себя внимание противника, способствовал захвату стратегически важной высоты.
Указом Президиума Верховного Совета СССР от 1 ноября 1943 года за образцовое выполнение заданий командования и проявленные мужество и героизм в боях с немецко-фашистскими захватчиками младшему сержанту Джафарову Агаширину Агамамед оглы присвоено звание Героя Советского Союза с вручением ордена Ленина и медали «Золотая Звезда» (N3419).
В 1945 году старшина Джафаров демобилизован. Работал председателем колхоза, сельсовета в Нефтечалинском районе, в конторе бурения треста «Азнефтеразведка». Умер Агаширин Агамамед оглы 3 мая 1984 года. Похоронен в городе Нефтечала.

## Награды
- Медаль «Золотая Звезда»;
- орден Ленина;
- орден Отечественной войны II степени.
- Медали, в том числе:
  - медаль «За боевые заслуги»;
  - медаль «За победу над Германией в Великой Отечественной войне 1941—1945 гг.»;
  - юбилейная медаль «Двадцать лет Победы в Великой Отечественной войне 1941—1945 гг.»;
  - юбилейная медаль «Тридцать лет Победы в Великой Отечественной войне 1941—1945 гг.».

## Память
Его именем названы улица в городе Нефтечала и площадь в поселке Хиллы Нефтечалинского района.

## Комментарии
1. ↑  Ныне — в Нефтечалинском районе, Азербайджан.